# Teamviewer Remote
Teamviewer Remote (bis 2023: Teamviewer) ist eine proprietäre Software für den Fernzugriff auf sowie die Fernsteuerung und die Fernwartung von Computern und anderen Endgeräten, die 2005 veröffentlicht wurde. Die Funktionalität wurde schrittweise ausgebaut, zuletzt etwa durch die Integration von Teamviewer Meeting. Teamviewer erforderte bis 2023 keine Registrierung und ist für den Einsatz im nicht kommerziellen Bereich kostenfrei, was der Software zu großer Verbreitung verhalf. Teamviewer ist das Kernprodukt der Firma Teamviewer aus Göppingen.

## Entwicklung
Die erste Version von TeamViewer wurde 2005 veröffentlicht, damals noch auf der Grundlage des VNC-Projekts. Dadurch sollten unnötige Fahrten zu Kunden vermieden werden und Aufgaben wie die Installation von Software aus der Ferne ermöglichen. Die Entwicklung war so erfolgreich, dass daraus ein Unternehmen entstand, das heute als Teamviewer Germany firmiert und zum aus ihm entstandenen Teamviewer-Konzern gehört.
Im Jahr 2020 wurde Ubimax, ein Hersteller von Augmented-Reality-Software aus Deutschland übernommen. Anfang 2021 kaufte Teamviewer zwei weitere Firmen: Upskill aus den USA im März, ein Unternehmen, das ebenfalls Augmented-Reality-Software entwickelt. Damit möchte Teamviewer in den Bereich der kollaborativen Fernwartung von Maschinen investieren. Zusätzlich das 2018 gegründete österreichische Startup Xaleon. Es hatte eine datensparsame Technik entwickelt, um in Web-Sitzungen Bildschirminhalte zu übertragen. Auch ein Software-Paket gehört zum Portfolio, welches rechtskräftige Verträge über das Internet per Chat, Video und digitaler Unterschrift abwickeln kann.

## Betriebssysteme
Teamviewer ist für alle Desktop-Computer mit gängigen Betriebssystemen verfügbar. Dazu gehören Microsoft Windows und Windows Server sowie macOS von Apple. Außerdem gibt es Pakete für mehrere Linux-Distributionen und -Derivate, beispielsweise Debian, Ubuntu, Red Hat und Fedora Linux. Dazu kommt Raspberry Pi OS, eine Debian-Variante für den Raspberry Pi. Im April 2022 wurde experimentelle Unterstützung für Wayland angekündigt, nachdem dessen Einsatz bei den Kunden zugenommen habe. Auf Seiten des Clients ist damit Xorg keine Voraussetzung mehr.
Teamviewer ist auch für Smartphones und Tablets mit Android- oder das iOS-/iPadOS-Betriebssystem von Apple erhältlich. Die Unterstützung von Windows Phone und Windows Mobile ist ausgelaufen, nachdem Microsoft die Unterstützung für die beiden Betriebssysteme eingestellt hatte.

## Funktionalität
Die Funktionalität von Teamviewer unterscheidet sich je nach Gerät und Variante bzw. Version der Software. Kern von Teamviewer ist der Fernzugriff auf Computer und andere Endgeräte sowie deren Steuerung und Wartung. Nach dem Verbindungsaufbau ist der entfernte Bildschirm für den Nutzer am anderen Endpunkt sichtbar. Beide Endpunkte können Dateien senden und empfangen sowie beispielsweise auf eine gemeinsame Zwischenablage zugreifen. Dazu kommen Funktionen, welche die Zusammenarbeit im Team erleichtern, etwa durch Audio- und Videoübertragungen per IP-Telefonie.
In den letzten Jahren wurde die Funktionalität der Software insbesondere für den Einsatz in Großunternehmen optimiert. Dafür wurde die Enterprise-Variante Teamviewer Tensor entwickelt. Mit Teamviewer Pilot und Frontline vertreibt Teamviewer eine Software-Suite für den Remote Support mit Augmented-Reality-Elementen sowie die Prozessoptimierung im industriellen Kontext. Teamviewer bietet Schnittstellen zu anderen Anwendungen und Diensten beispielsweise von Microsoft (Teams), Salesforce und ServiceNow.
Anfang 2023 veröffentlichte Teamviewer unter der Bezeichnung „Remote“ eine umfangreichere Aktualisierung. Sie ermöglicht den Zugriff auf andere Computer per Web – zuvor war dafür die Installation des Desktop-Clients notwendig. Die Übermittlung der Zugangsdaten zwischen Helfendem und Hilfesuchendem wurde vereinfacht. Statt ID und Passwort lassen sich Links erstellen, die einen einmaligen Zugang enthalten. Im Zuge des Updates hat die Software eine neue Oberfläche erhalten, die einfacher zu bedienen sein soll. Allerdings erfordert die neue Version die Erstellung eines Kontos. Der Helfende kann das Programm daher nicht mehr datensparsam nutzen, sondern muss zuerst ein Konto anlegen. Hierbei differenziert Teamviewer nicht zwischen kostenlosen und kostenpflichtigen Nutzern.
Im Oktober 2024 wurde „Session Insights“ veröffentlicht, eine KI-basierte Funktion, die IT-Support-Teams bei der Optimierung ihrer Prozesse unterstützen soll. Die Funktion automatisiert die Dokumentation von Remote-Support-Sitzungen, indem sie nach jeder Sitzung automatisch Zusammenfassungen erstellt.

## Lizenzpolitik
Private Anwender, die Teamviewer für nicht kommerzielle Zwecke einsetzen, dürfen die Software kostenlos verwenden, wobei einige Funktionen eingeschränkt sind.
Für den kommerziellen Einsatz der Software sind Gebühren zu entrichten. Firmen und andere kommerzielle Kunden müssen ein Abonnement abschließen, da seit der Umstellung von einem Lizenz- auf das Abonnement-Modell ein einmaliger Erwerb der Anwendung nicht mehr möglich ist. Die Preise für den Einsatz der Software staffeln sich nach Anzahl der Anwender sowie der Anzahl der gleichzeitig stattfindenden Sitzungen. Monatlich erscheinen Updates, die für alle Nutzer inklusive sind.

## Sicherheit
Mitte 2020 wurde mit CVE-2020-13699 eine schwere Sicherheitslücke bekannt. Sie betrifft Nutzer von Windows-Systemen, auf denen Teamviewer ausgeführt wird. Unbefugte können damit Schadcode ausführen, wenn sie das Opfer dazu bringen, eine spezielle URL aufzurufen. Da diese Lücke die Kombination von Windows- und SMB-Freigaben voraussetzt, waren andere Betriebssysteme wie GNU/Linux oder MacOS nicht betroffen, auch wenn dort eine verwundbare Teamviewer Version lief.
Eingehende und ausgehende Verbindungen sind über das Internet oder über lokale Netzwerke gleichermaßen möglich. Auf Wunsch kann Teamviewer als Windows-Systemdienst laufen, was den unbeaufsichtigten Zugriff per Teamviewer erlaubt. Zudem existiert eine portable Version der Software, die beispielsweise über einen USB-Datenträger läuft und keine Installation erfordert.
Der Verbindungsaufbau erfolgt mithilfe automatisch generierter eindeutiger IDs und Passwörter. Vor jeder Verbindung kontrollieren die Server des Teamviewer-Netzwerks die IDs der beiden Endpunkte auf ihre Gültigkeit. Die Sicherheit erhöht der Fingerprint, der Nutzern einen zusätzlichen Nachweis der Identität des entfernten Gerätes erlaubt. Passwörter sind, insbesondere durch eine exponentielle Verlängerung der Wartezeit zwischen Verbindungsversuchen, gegen Brute-Force-Angriffe geschützt. Teamviewer bietet zusätzliche Sicherheitsmerkmale, beispielsweise eine Zwei-Faktor-Authentisierung und Zulassungslisten (Block- und Allowlist).
Vor dem Aufbau einer Verbindung überprüft Teamviewer zunächst die Konfiguration des Endgeräts und des Netzwerks, um Einschränkungen durch Firewalls und andere Sicherheitssysteme zu erkennen. Im Regelfall kann eine direkte TCP-/UDP-Verbindung aufgebaut werden, sodass keine zusätzlichen Ports geöffnet werden müssen. Andernfalls greift Teamviewer auf andere Wege wie beispielsweise einen HTTP-Tunnel zurück.
Unabhängig von der gewählten Verbindungsart erfolgt der Datentransfer ausschließlich über gesicherte Datenkanäle. Teamviewer beinhaltet eine Ende-zu-Ende-Verschlüsselung auf Basis von RSA (4096 Bit) und AES (256 Bit). Nach Angaben des Herstellers sind Man-in-the-Middle-Angriffe prinzipiell nicht möglich. Dies soll durch den signierten Schlüsselaustausch von zwei Schlüsselpaaren gewährleistet werden.

## Missbrauch
Teamviewer und ähnliche Programme können für Technical Support Scam missbraucht werden. Dabei geben sich Angreifer als Mitarbeiter bekannter Unternehmen aus, um die Kontrolle über die Computer ihrer Opfer zu erlangen. Anschließend erschleichen sie sich unter einem Vorwand Geld von ihren Opfern. Aus diesem Grund hatte der britische Internetanbieter TalkTalk zeitweise den Datenverkehr der Software blockiert. Teamviewer distanziert sich von der missbräuchlichen Verwendung der Software, verbessert sie dahingehend ständig weiter, gibt Tipps zum sicheren Umgang und untersucht entsprechende Vorfälle.